# Escopasis
Escopasis (Scopasis, Σκώπασις, Σκόπασις) fue un rey de los escitas, que dirigía parte de las fuerzas escitas cuando el país fue invadido por el rey de Persia Darío I en su expedición al Escitia europea. Escopasis llegó al Danubio antes de que Darío y sus fuerzas. Este quería impedir su retirada destruyendo el puente de barcas construido en este río, pero el puente fue bien defendido por los griegos jónios al servicio de los persas.